# Yahel Castillo
Yahel Ernesto Castillo Huerta (Guadalajara, 6 de junio de 1987) es un deportista mexicano que compite en saltos de trampolín.
Ganó tres medallas de bronce en el Campeonato Mundial de Natación entre los años 2011 y 2019, y tres medallas de oro en los Juegos Panamericanos, en los años 2011 y 2019.

## Palmarés internacional
| Campeonato Mundial   | Campeonato Mundial      | Campeonato Mundial | Campeonato Mundial   |
| Año                  | Lugar                   | Medalla            | Prueba               |
| -------------------- | ----------------------- | ------------------ | -------------------- |
| 2011                 | Shanghái (China)        | Medalla de bronce  | Trampolín 3 m sincro |
| 2013                 | Barcelona (España)      | Medalla de bronce  | Trampolín 3 m        |
| 2019                 | Gwangju (Corea del Sur) | Medalla de bronce  | Trampolín 3 m sincro |
| Juegos Panamericanos |                         |                    |                      |
| Año                  | Lugar                   | Medalla            | Prueba               |
| 2011                 | Guadalajara (México)    | Medalla de oro     | Trampolín 3 m        |
| 2011                 | Guadalajara (México)    | Medalla de oro     | Trampolín 3 m sincro |
| 2019                 | Lima (Perú)             | Medalla de oro     | Trampolín 3 m sincro |